# الكساد الكبير في رومانيا

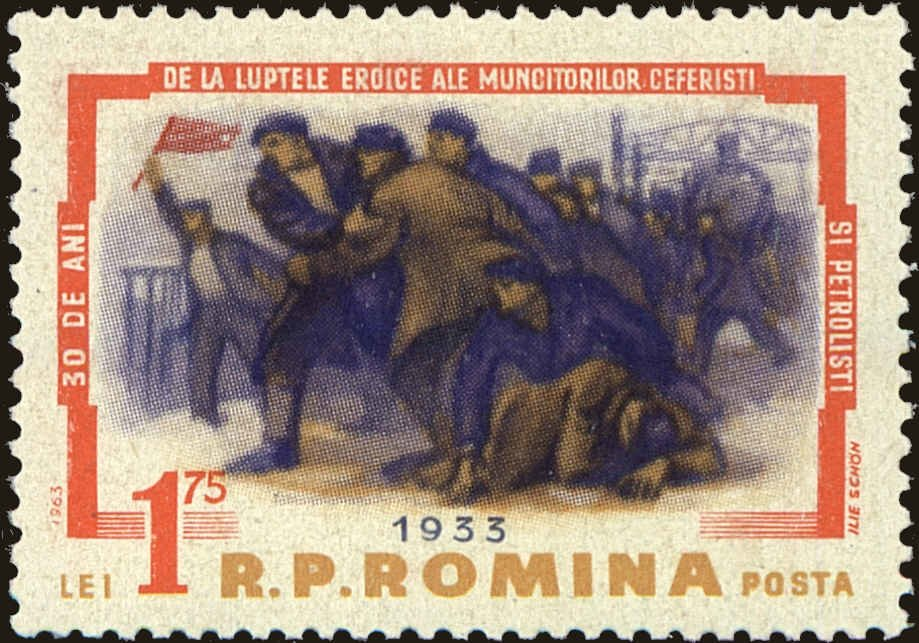
ختم جمهورية رومانيا الشعبية إحياءً لذكرى إضراب غريفيتسا عام 1933، الذي أثارته ظروف العمل السيئة نتيجة للكساد الكبير في رومانيا

الكساد الكبير ( (بالرومانية: Marea Criză Economică)‏ أو نادرا Marea Depresie)) لعام 1929-1933، والذي أثر على العالم بأسره، وكان له العديد من النتائج في مملكة رومانيا. كانت رومانيا من بين الدول الفائزة في الحرب العالمية الأولى. تلقت العديد من الأراضي الجديدة (بيسارابيا، بوكوفينا، وترانسيلفانيا)، مع العديد من الموارد الطبيعية. ومع ذلك، تسببت الحرب في خسائر بشرية واقتصادية فادحة للبلاد. كان على رومانيا محاربة التضخم وعدم قابلية عملتها الليو الروماني للتحويل. ثم كان لدى رومانيا اقتصاد زراعي بشكل أساسي، حيث شكلت الزراعة 63.2 ٪ من الإنتاج الوطني. أثر الكساد الكبير على رومانيا بعدة طرق. على سبيل المثال، في عام 1933، كان صافي الدخل القومي [الإنجليزية] 172.614.000.000 ليو، أي 62٪ فقط من دخل عام 1929، والذي كان 275.180.000.000 لي. لمحاربة الأزمة الاقتصادية، اتخذ البنك الوطني الروماني إجراءات مختلفة واقترضت الدولة قروضًا مختلفة. كما طُلبت المساعدة من فرنسا.
أدى الكساد الكبير إلى انخفاض الإنتاج الصناعي بنسبة 50٪ وزيادة البطالة في رومانيا بمقدار 300 ألف شخص. بحلول أوائل الثلاثينيات من القرن الماضي، انخفض سعر قنطار القمح إلى ما دون تكلفة حصاده؛ تُركت السلع الزراعية، غير المحمية بأي إجراءات جمركية، لتقدير المنافسة الدولية، مما ساهم في انخفاض أسعارها بنسبة 60-70٪ مقارنة بأسعار عامي 1928 و 1929. أفلس ملاك الأراضي [الإنجليزية] ولم يتبق للقرويين سوى القليل ليأكلوا أو يدفعوا الضرائب للدولة. بحلول عام 1932، كان على حوالي 2.5 مليون مزارع ديونًا غير مدفوعة للبنوك، بقيمة 52 مليار ليو.
بين أكتوبر 1929 ويوليو 1931، سُحب أكثر من 17 مليار ليو من البنوك الرومانية. ونتيجة لذلك، انهار النظام المصرفي، والعديد من البنوك، بما في ذلك بنك الفلاحين الروماني وبنك بيركوفيتشي الذين أفلسا. خلقت الأزمة المصرفية، التي أُعلن عنها في وقت مبكر من عام 1930، حالة من الذعر بين المودعين، حيث بدأ الناس في سحب أموالهم بشكل جماعي. وصلت الكارثة المالية إلى ذروتها في عام 1931، عندما أعلن أريستيد بلانك إفلاس أحد أهم البنوك في رومانيا، وهو بنك مارموروش بلانك.